# Vergoignan
Vergoignan (gaskognisch: Vergonhan) ist eine französische Gemeinde mit 316 Einwohnern (Stand 1. Januar 2022) im Département Gers in der Region Okzitanien; sie gehört zum Arrondissement Mirande und zum Gemeindeverband Aire-sur-l’Adour.

## Geografie
Die Gemeinde Vergoignan liegt rund sechs Kilometer nordöstlich der Kleinstadt Aire-sur-l’Adour und 24 Kilometer südöstlich von Mont-de-Marsan im Westen des Départements Gers. Sie gehört zum Weinbaugebiet Côtes de Saint-Mont. Die wichtigsten Gewässer sind die Bäche Le Turré und Vergoignan sowie mehrere Teiche. Wichtigste überregionale Verkehrsverbindung ist die wenige Kilometer westlich der Gemeinde verlaufende Autoroute A65 (Teil der Europastraße 7). Der nächstgelegene Bahnhof ist in Aire-sur-l’Adour.
Umgeben wird Vergoignan von den Nachbargemeinden Le Houga im Norden, Luppé-Violles im Osten, Arblade-le-Bas im Südosten, Barcelonne-du-Gers im Südwesten sowie  Aire-sur-l’Adour im Nordwesten.

## Geschichte
Die Gemeinde lag in der Gascogne. Der Name der Gemeinde war in gallo-römischer Zeit Veracumdius. Die Kirchgemeinde wurde erstmals im 7. Jahrhundert erwähnt und gehörte zum Herzogtum Corneillan. Sie bildete im Mittelalter eine eigene Lehnsherrschaft im Gebiet der Herzöge von Armagnac. Von 1793 bis 1801 gehörte Vergoignan zum Distrikt Nogaro und zum Kanton Barcelonne, seither zum Arrondissement Mirande und von 1802 bis 2015 zum Wahlkreis (Kanton) Riscle.

## Bevölkerungsentwicklung
| Jahr                       | 1962 | 1968 | 1975 | 1982 | 1990 | 1999 | 2008 | 2020 |
| Einwohner                  | 197  | 188  | 192  | 202  | 243  | 251  | 279  | 307  |
| Quellen: Cassini und INSEE |      |      |      |      |      |      |      |      |

## Sehenswürdigkeiten
- Kirche Saint-Germain
- Denkmal für die Gefallenen

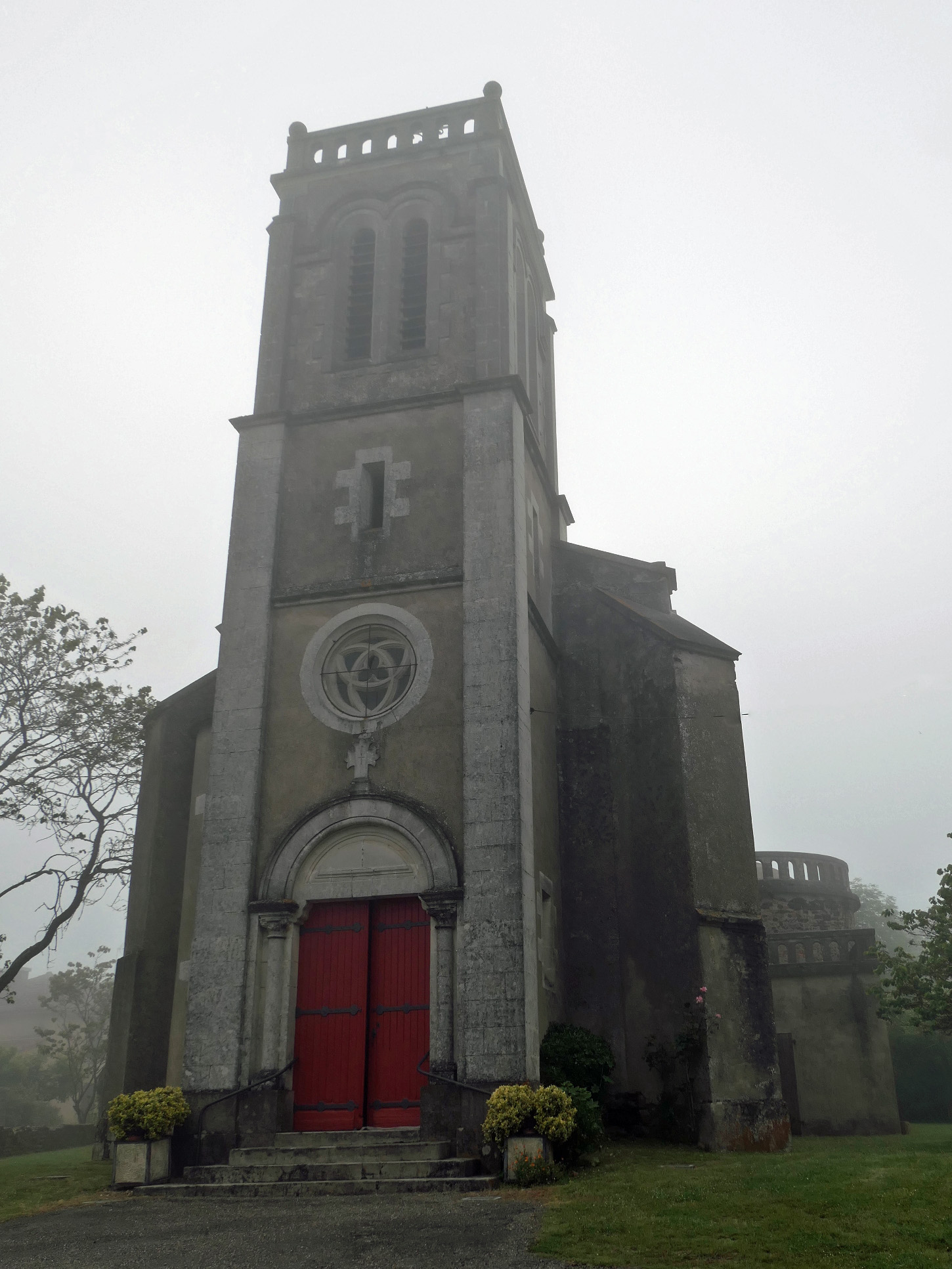
Kirche Saint-Germain

- Lavoir (ehemaliges öffentliches Waschhaus)
- mehrere Kreuze und Wegkreuze und eine Marienstatue